# Josh Cavallo
Josh Cavallo (Melbourne, 13 de noviembre de 1999) es un futbolista australiano que juega como lateral izquierdo en el Adelaide United de la A-League de Australia. 
Cavallo ha sido el segundo jugador en activo en declarar públicamente su homosexualidad, después de Robbie Rogers quien lo hizo en el 2013 mientras jugaba para Los Angeles Galaxy.

## Carrera deportiva

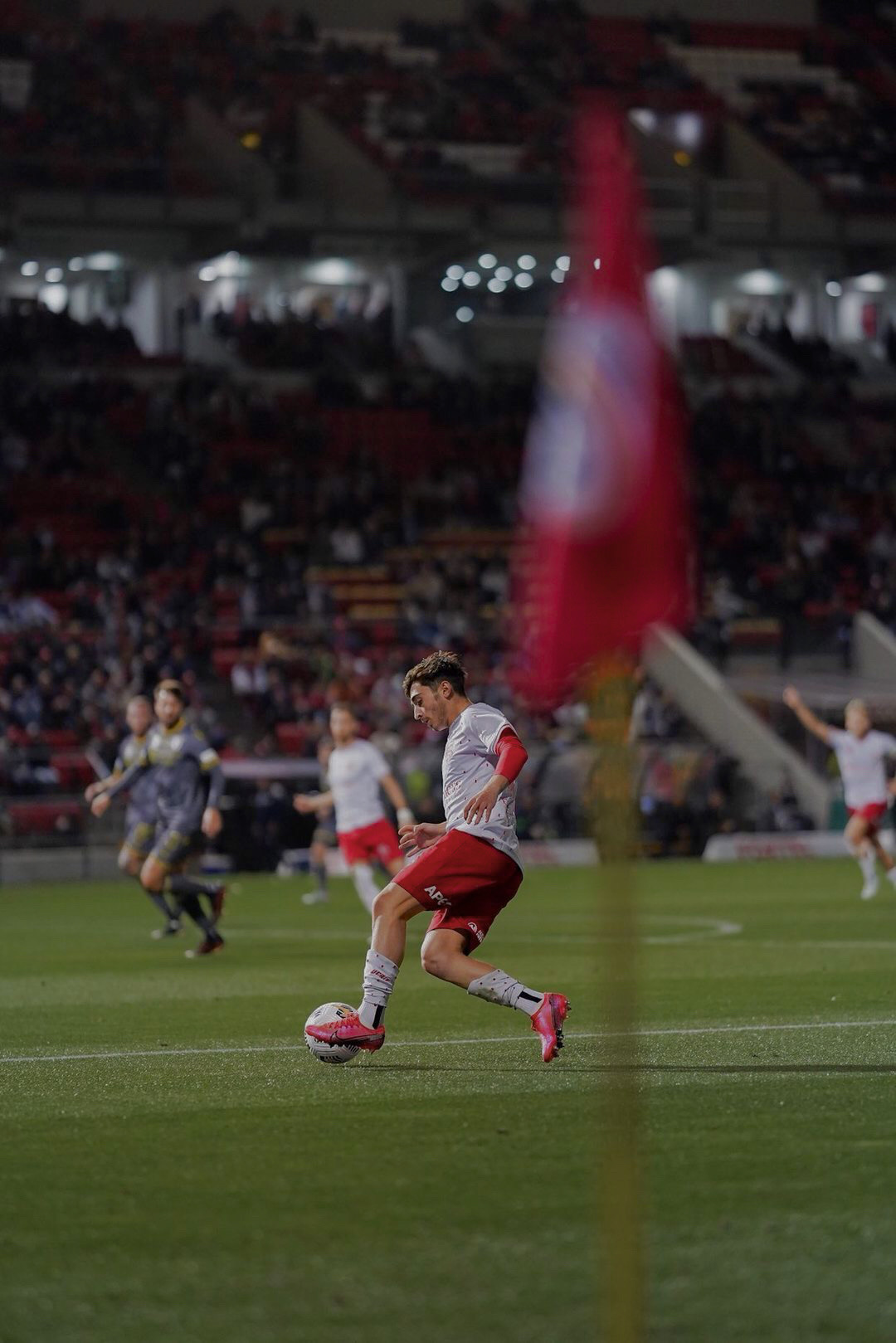
Josh Cavallo jugando en el Adelaide United FC

El 18 de febrero de 2021, después de pasar 18 meses en Western United FC, Cavallo firmó un contrato a corto plazo para jugar en el Adelaide United. Después de su impresionante paso con su nuevo club, Cavallo firmó una extensión de contrato de dos años el 11 de mayo de 2021, mientras atraía el interés de Europa. Cavallo fue recompensado con la A-League Rising Star después de su exitosa temporada 2020-2021.

## Carrera internacional
Cavallo ha sido internacional sub-20 con la selección de fútbol de Australia.

## Vida personal
Cavallo se declaró abiertamente homosexual mediante un comunicado publicado en octubre de 2021. En ese momento, era el único futbolista profesional en activo de la A-League conocido en hacerlo.
En marzo de 2024 hizo público su compromiso con su pareja, Leighton Morrell.

## Clubes
| Club            | País      | Año       |
| --------------- | --------- | --------- |
| Melbourne City  | Australia | 2017-2019 |
| Western United  | Australia | 2019-2021 |
| Adelaide United | Australia | 2021-Act. |